# البريقة (حبيش)

تعديل مصدري - تعديل

البريقة محلة تابعة لقرية الزواحي، التابعة لعزلة كومان بمديرية حبيش إحدى مديريات محافظة إب في الجمهورية اليمنية، بلغ تعداد سكانها 52 حسب تعداد اليمن لعام 2004.